# Rogério Lantres de Carvalho
Rogério Lantres de Carvalho (7 de desembre de 1922-8 de desembre de 2019), conegut com a Rogério Pipi, fou un futbolista portuguès de la dècada de 1940.
Fou 15 cops internacional amb la selecció portuguesa. Pel que fa a clubs, defensà els colors de SL Benfica.

## Palmarès
Benfica
- Primeira Liga: 1942-43, 1944-45, 1949-50
- Taça de Portugal (6): 1942-43, 1943-44, 1948-49, 1950-51, 1951-52, 1952-53
- Copa Llatina: 1949-50